# Bracelete

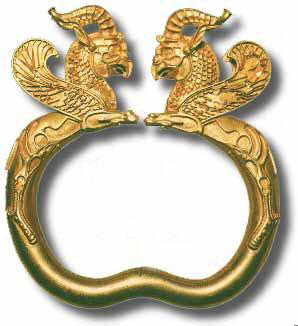
Bracelete do Irã.

Bracelete, substantivo de dois géneros, é uma peça de joalheria ou bijuteria que serve para adornar os pulsos.
Uma bracelete, ou pulseira, é usada como forma de enfeitar o pulso de uma pessoa, assim como um anel é para enfeitar o dedo de alguém. Pode ser feita de várias materiais: prata, ouro, bronze, materiais recicláveis, miçangas, cobre, etc..

## Pulseiras de silicone
Pulseiras de silicone são um tipo de bracelete que vem em uma variedade de cores e podem ser usadas dezenas nos braços. são usadas como suporte a campanhas de filantropia, mas também há o uso destas pulseiras como pulseiras do sexo por parte de adolescentes, onde cada cor corresponde a um tipo de ato sexual e a pessoa que tivesse a pulseira desta cor arrancada deveria praticar o ato equivalente com a pessoa que a arrancou. Esta prática é geralmente vista como lenda urbana, mas atrai a preocupação de pais, educadores, etc, e por sua vez surgem casos onde suspeita-se sobre a relação destas pulseiras com casos de estupro.